# 八幡大神社 (三鷹市)

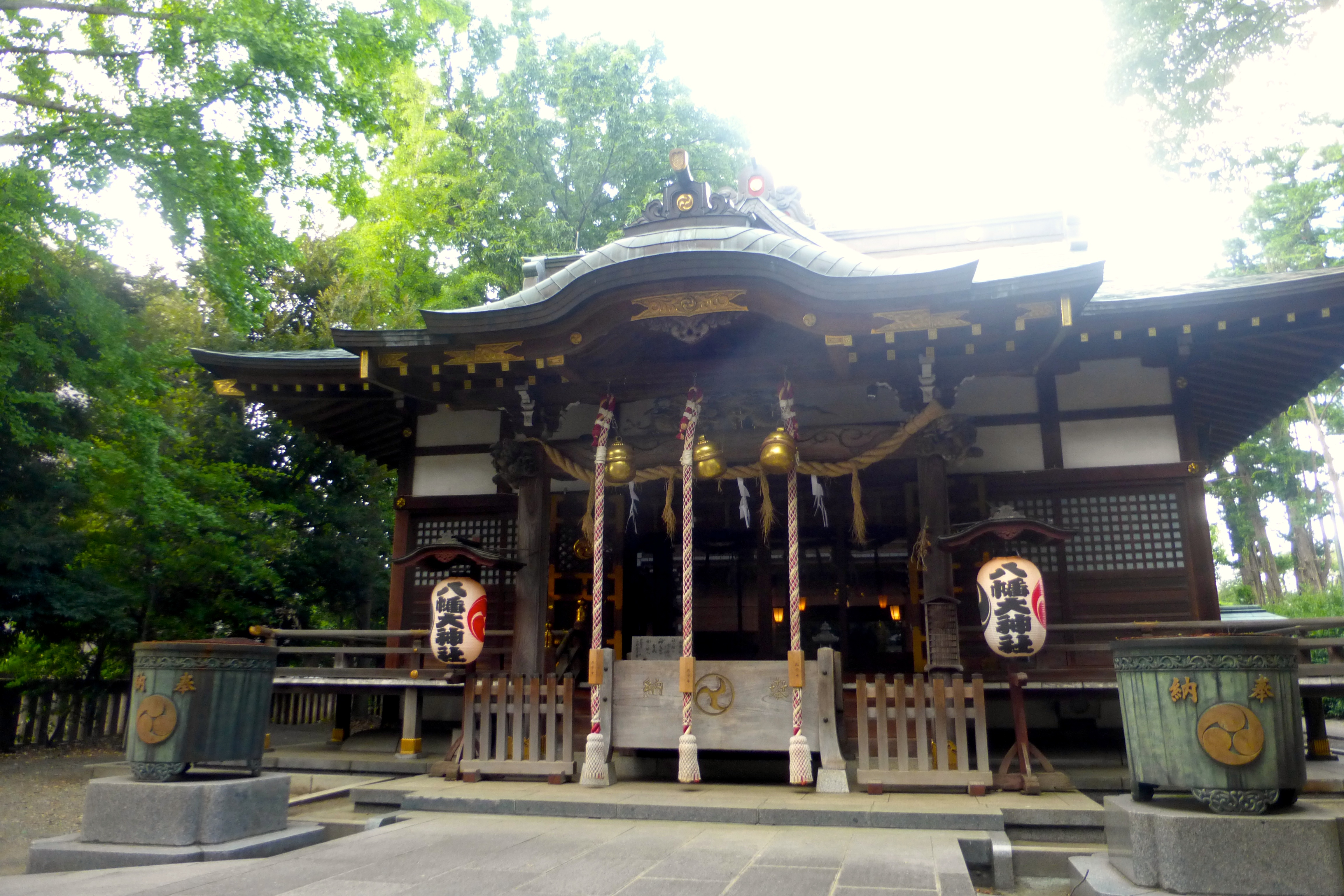
拝殿

八幡大神社（はちまんだいじんじゃ）は、東京都三鷹市にある神社。別名、三鷹八幡大神社とも言われている。三鷹通りと連雀通りの交差点に面して鎮座している。杵築大社の兼務社である。

## 歴史
- 明暦3年（1657年） - 明暦の大火の後、神田連雀町の一部の住民が替え地として当地を与えられる。新田を開発することとなり、連雀新田と名付けられる。
- 寛文4年（1664年） - 名主松井治兵衛と村の年寄・組頭らは、連署で神社と寺の創建について幕府に誓願。老中松平伊豆守と寺社奉行は代官に検地を命じ、社地1万坪と寺地2万坪を除地として寺社の建立を許可。築地本願寺より松之坊を迎える。後に松之坊は退転し、黄檗宗禅林寺が開かれている。
- 明治6年（1873年） - 神仏分離によって独立、村社に列される。
- 現代 - 例祭に渡御する2基の神輿のうち、二之宮神輿の屋根の鳳凰の目が、1994年版のギネスブックに日本一のダイヤモンドとして掲載された。

## 祭神
- 御祭神：応神天皇

## 祭事
- 例祭は9月第2日曜日

## 交通

### 電車・バス
- JR中央線 三鷹駅から徒歩10分。
- JR中央線 三鷹駅南口から小田急バス 八幡前下車すぐ

### 車
- 駐車場：無し

## 関連文献
- 「下連雀村 八幡社」『新編武蔵風土記稿』 巻ノ125多磨郡ノ37、内務省地理局、1884年6月。NDLJP:763995/64。